# Parafia Trójcy Świętej w Bargłówce
Parafia Trójcy Świętej w Bargłówce – parafia rzymskokatolicka w metropolii katowickiej, diecezji gliwickiej, do dekanatu Kuźnia Raciborska (poprzednio, do 25 marca 2019 r. - do dekanatu Gliwice-Ostropa).

## Historia
Kamień węgielny pod budowę nowej świątyni katolickiej w Bargłówce poświęcił Jan Paweł II na Górze Św. Anny podczas 2. podróży do Polski w czerwcu 1983. Kościół i ołtarz konsekrował 16 listopada 1986 biskup opolski Alfons Nossol. Parafię erygowano 30 sierpnia 1987, wyodrębniając ją Parafii Wniebowzięcia NMP w Rudach, liczy 578 wiernych (725 mieszkańców). Parafia w Bargłówce posiada własny cmentarz przy ul. Kościelnej.